# كريس تارانت
كريستوفر جون «كريس» تارانت، (بالإنجليزية: Chris Tarrant)‏ (من مواليد 10 أكتوبر 1946) مذيع تلفزيوني إنجليزي كان مقدم برنامج من سيربح المليون النسخة الأصلية بين عامي 1998-2014.

## روابط خارجية
- كريس تارانت على موقع IMDb (الإنجليزية)
- كريس تارانت على موقع ميوزك برينز (الإنجليزية)
- كريس تارانت على موقع أول موفي (الإنجليزية)
- كريس تارانت على موقع قاعدة بيانات الفيلم (الإنجليزية)
- كريس تارانت على موقع كينوبويسك (الروسية)
- TV Tarrant in the spotlight, بي بي سي نيوز أون لاين, 31 May 1999
- Tarrant 'most watched' on TV, بي بي سي نيوز أون لاين, 8 June 2001
- About.com's Profile of Chris Tarrant
- Tiswas Online
- Chris Tarrant soaks ITV's كيث ويلكنسون  [لغات أخرى]‏